# Facultatea Construcții, Geodezie și Cadastru a Universității Tehnice a Moldovei
Facultatea Construcții, Geodezie și Cadastru (FCGC) este una dintre facultățile Universității Tehnice a Moldovei.
în anul 1964 a fost fondat Institutul Politehnic cu 5 facultăți, printre care și Facultatea de Ingineri-Constructori, actualmente Facultatea Construcții, Geodezie și Cadastru (FCGC). Până în prezent la facultate au fost instruiți și pregătiți în jur de 13600 de ingineri constructori, ingineri geodezi, ingineri cadastrali, ingineri evaluatori, economiști, ingineri în domeniul securității vitalității, juriști care activează în toate ramurile economiei naționale. 
Facultatea Construcții, Geodezie și Cadastru de la Universitatea Tehnică a Moldovei este unica unitate din Republica Moldova care pregătește ingineri constructori, ingineri geodezi, ingineri în domeniul ingineriei antiincendi și protecție civilă, ingineriei și management în construcției, juriști cu cunoștințe profunde în patrimoniu, bunuri imobile.

## Departamente
- Inginerie Civilă și Geodezie
- Inginerie, Drept și Evaluarea Imobilului

## Studii

### Programe de studii licență:
- Construcții industriale și civile
- Inginerie și management în construcții
- Evaluarea și dezvoltarea imobilului
- Inginerie geodezică și cadastru
- Ingineria antiincendi și protecție civilă
- Drept
- Cadastru și organizarea teritoriului

### Programe de studii master:
- Ingineria structurală
- Inginerie antiincendii și protecție civilă
- Drept imobiliar și cadastral
- Evaluare și administrare imobiliară
- Managementul proiectelor în construcții
- Geomatică și cadastru
- Consolidarea terenurilor agricole
- Evaluarea și managementul imobilului
- Protecția juridică a proprietății

### Programe de studii doctorat:
- Geodezie și tehnologii geoinformaționale
- Cadastru, monitorizare și reglementare funciară
- Economie și management

## Cercetări științifice
La departamentele FCGC se efectuează cercetări științifice în următoarele direcții:
- Expertizarea, proiectarea și protecția construcțiilor în condiții normale și extremale (cutremure de pământ, tasări de teren, alunecări etc.);
- Evaluarea imobilului;
- Studiul deplasărilor de teren și metode de combatere a acestora;
- Elaborarea normelor în domeniul fundațiilor;
- Elaborarea tehnologiilor moderne în construcții;
- Studiul proiecțiilor cartografice pentru cartografierea teritoriului Republicii Moldova la scară mare;
- Elaborarea metodelor de calcul și interpolare a parametrilor de transformare a coordonatelor;
- Elaborare sistemului de monitorizare a rețelei de stații permanente GNSS pe teritoriul Republicii Moldova;
- Crearea modelului cvasigeoidului de precizie pentru teritoriul Republicii Moldova;
- Studiul metodelor de compensare a rețelelor geodezice tridimensionale;
- Elaborarea metodelor de determinare a deviației verticalei;
- Studiul metodelor de analiza a deformațiilor terenurilor si construcțiilor aplicând măsurători geodezice de precizie;
- Studii privind colectarea, integrarea si administrarea datelor aplicând tehnologii GIS avansate.